# The Truth About Love (álbum)
The Truth About Love —en español: La verdad sobre el amor— es el sexto álbum de estudio de la cantante y compositora estadounidense P!nk, lanzado el 14 de septiembre de 2012, después de lanzar el primer  sencillo del álbum, «Blow Me (One Last Kiss)». Durante 2012, The Truth About Love vendió 945 000 copias en Estados Unidos, donde fue el décimo segundo álbum más vendido del año, según Nielsen SoundScan. Mundialmente a finales de 2013 el álbum vendió más de 6,5 millones de copias.
El álbum recibió críticas generalmente positivas de la crítica musical, que elogió la dirección temática y musical de Pink. Impulsado por una extensa campaña de marketing, The Truth About Love fue un éxito comercial, encabezando las listas de éxitos en ocho países, incluyendo Australia, Canadá, Alemania y Suecia. En Estados Unidos, se convirtió en el primer álbum de Pink en alcanzar el número uno en la lista  Billboard 200 y posteriormente fue certificado triple platino por la Asociación de la Industria Discográfica de Estados Unidos (RIAA) por ventas de tres millones de unidades equivalentes a un álbum. En Australia, The Truth About Love se convirtió en el primer álbum en encabezar la lista de éxitos de fin de año durante dos años consecutivos y fue certificado nueve veces platino por la Asociación Australiana de la Industria Discográfica (ARIA). Se clasificó como el séptimo álbum más vendido de 2012, con 2,6 millones de copias vendidas en todo el mundo. Para 2016, el álbum había vendido más de siete millones de copias a nivel mundial.

## Antecedentes
En una entrevista reveló que su embarazo no tendría interferencia en su carrera y como quería que fuese su nuevo álbum:

«Tan pronto como el bebé pueda decir "mamá", volveré al ruedo... Quiero hacer un disco que no sea comercial en términos radiales, más similar a esa actuación que tuve en los Grammy. "¿Por qué no comercial?". Bueno, siempre bromeo que mi artista favorita de los 60 y 70 nunca habría conseguido que pongan su música en la radio hoy en día (Janis Joplin). Probablemente nunca habrías oído "Summertime" en la radio. Si no dura tres minutos y medio, no la tocan. Así que cuando digo "no comercial en términos de radio", estoy siendo vaga. Solo quiero ponerme a escribir. Quiero grabar un disco acústico de rock, algo que siempre he querido hacer desde niña... Quiero ir a todos lados, escribir canciones, juntar un cuerpo de trabajo y reunir los músicos para grabar un disco como se hacía en el pasado».

El 7 de octubre de 2011, RCA Music Group anunció que se iba a disolver a la compañía Jive Records, junto con Arista y J Records. Con el cierre, Pink y todos los demás artistas firmados previamente a las etiquetas de estas empresas, liberarían cualquier material futuro a través de la discografía RCA Records. El 19 de diciembre de 2011 Joe Rciccitelli, un gerente de RCA, anunció que P!nk ya estaba en la composición de algunas canciones para su nuevo álbum. El 29 de febrero del siguiente año la intérprete publicó en su Twitter oficial que ya estaba grabando el álbum, tres meses después el fondo de la página oficial de P!ink había cambiado, y en el nuevo diseño se podían apreciar varias fotos de ella grabando en un estudio. La cantante anunció a través de un vídeo publicado en su sitio web oficial, que el primer sencillo del álbum se llamaría «Blow Me (One Last Kiss)», y dijo que se lanzaría el 9 de julio. Sin embargo la versión demo logró ser filtrada el 1 de julio, una semana antes de su lanzamiento, al día siguiente la artista publicó en su página oficial, y su cuenta Vevo de Youtube el vídeo oficial. P!nk anunció que el álbum se llamaría «The Truth About Love» a través de un vídeo.
En una entrevista con Popline de Mtv anunció que el álbum iba a ser muy agitado, ya que solo tendría dos canciones lentas, además de eso también reveló que compuso 40 canciones, pero el álbum solo incluiría 14.

## Escritura y grabación
El proceso de desarrollo de The Truth About Love tuvo lugar entre enero y mayo de 2012. Pink grabó el álbum en sesiones en Earthstar Creation Center en Venice, Conway Recording Studios en Los Ángeles, Suite 203, y The Modern Dirt Laboratories en Londres, Reino Unido. Antes de empezar a trabajar en el álbum, Pink contempló cómo equilibrar con éxito su carrera musical y ser madre. En una entrevista para Rolling Stone, explicó: «En cada álbum, me preocupa ser una idiota y un fraude, ¿y si ya no puedo cantar? Entonces dejó de pensar y empiezo a tocar la guitarra, y me doy cuenta de que está bien apestar, y sigo adelante". Mientras que sus álbumes anteriores los creaba trabajando todos los días hasta la madrugada, Pink dijo que ser madre había cambiado el proceso de hacer música, cumpliendo esencialmente con una rutina estricta. Por ello, las sesiones de grabación se realizaban sólo de lunes a viernes, entre la 1 de la tarde y las 10 de la noche, con descansos para amamantar a su hija y cenar. Los fines de semana eran libres y se dedicaban a la familia.
Para The Truth About Love, Pink contó con la ayuda de sus colaboradores de toda la vida, Billy Mann, Butch Walker y Max Martin, así como de sus nuevos colaboradores Jeff Bhasker y Dan Wilson. Pink recordó que empezó a trabajar en el álbum como un experimento y que conoció a Mann porque se sentía segura, sin complejos, con él. También se reunió con el productor discográfico Greg Kurstin, con quien no había colaborado desde su cuarto álbum de estudio, I'm Not Dead (2006). Al destacar la gran camaradería que compartían, Pink sintió que Kurstin encajaría con sus ideas musicales y elevaría su producción y musicalidad. Se escribieron aproximadamente 40 canciones durante el proceso de desarrollo del álbum; Pink comentó que escribía ideas para las canciones en su diario. La canción principal fue la que le hizo darse cuenta de que el proyecto estaba tomando forma y tenía un tema cohesivo: el amor.
Pink se inspiró para componer en las diversas emociones que experimentó en su "agotadora búsqueda" del amor, así como en el año en que ella y su esposo Carey Hart estuvieron separados, admitiendo que "aún estaba exorcizando algunos demonios". Al explicar su proceso de composición, Pink declaró al Daily News que el disco refleja su vida en ese momento y su nueva felicidad, inspirada por la maternidad. Continuó: "Todo es una canción. Es mucho más divertido. [...] Creo que es algo nuevo para mí. Me lo estaba pasando mucho mejor que antes". También buscó incorporar más musicalidad y elevar su nivel, preocupándose más por la producción. Kurstin consideró que el proceso creativo no fue difícil porque Pink componía letras rápidamente una vez que se sentía inspirada, comparando su ética de trabajo con un monólogo interior. Cada día que pasaban en el estudio terminaban una nueva canción, y Pink grababa solo "una o dos tomas", que, según Kurstin, eran "increíble".
Todas las canciones del álbum fueron coescritas por Pink, con la excepción de "Try", compuesta por Michael Busbee y Ben West, y grabada originalmente en 2010 por su antigua banda, GoNorthToGoSouth. Posteriormente, presentaron "Try" a Rani Hancock, ejecutiva de A&R de RCA Records, con la esperanza de ceder la canción a Kelly Clarkson o Daughtry. Adam Lambert también grabó una versión demo, pero según Busbee, "simplemente no era el candidato adecuado". Tras escuchar la canción en una reunión con el sello discográfico, se la presentaron a Pink. Pink aceptó grabar "Try", que, según Busbee, "era una de las primeras canciones que grababa fuera de la banda en mucho tiempo". El concepto de "Just Give Me a Reason" surgió durante una sesión de composición con Bhasker y Nate Ruess. Bhasker conoció a Pink gracias a Peter Edge, ejecutivo de RCA Records. Pink contactó con Ruess porque quedó cautivada por su voz "intensa e increíble". Tras escribir la primera estrofa, Pink trabajó en la letra en casa. Previó que la naturaleza conversacional de la canción exigía otro colaborador, y eligió a Ruess como vocalista invitado. Sin embargo, él se mostró indeciso sobre cantar a dúo con Pink, ya que solo había grabado una maqueta del tema. No obstante, Pink convenció a Ruess para grabar "Just Give Me a Reason" a dúo tras "muchos, muchos meses de convencerlo". Concluyó: "Lo engañé por completo para que lo hiciera y estoy muy contento de haberlo podido hacer porque nadie podría haberlo hecho mejor, y creo que ahora está muy feliz de haberlo hecho".

## Lanzamiento y portada
En 2011, RCA Music Group anunció la disolución de Jive Records, Arista y J Records. Con el cierre, todos los artistas que previamente habían firmado con esos sellos, incluyendo a Pink, lanzarían su material futuro a través de RCA Records. Pink anunció el título del álbum durante una entrevista en el programa australiano Today el 4 de julio de 2012. Al día siguiente, confirmó la fecha de lanzamiento del álbum: el 17 de septiembre de 2012 en el Reino Unido y un día después en Estados Unidos. La portada del álbum se presentó en el sitio web oficial de Pink el 16 de julio de 2012. Fotografiada por Andrew Macpherson, la cantante, con su característico cabello rosa, se agacha, vistiendo un top negro corto, pantalones cortos negros, ligueros y tacones rojos.
El 4 de septiembre de 2012, Pink anunció que se asoció con la empresa minorista estadounidense Target para una campaña promocional. La asociación incluyó el lanzamiento de una edición exclusiva de lujo del álbum The Truth About Love, con cuatro canciones adicionales, y la aparición de Pink en comerciales de televisión para Target para promocionar el álbum. Una edición especial para aficionados del álbum fue lanzada en noviembre de 2012.  Además de la versión estándar del álbum, la edición para aficionados contiene seis canciones adicionales, así como un DVD con los videos musicales de «Blow Me (One Last Kiss)» y «Try», cuatro presentaciones en vivo de un concierto especial de The Truth About Love celebrado en Los Ángeles y escenas exclusivas de la sesión de fotos del álbum.

## Promoción

### Sencillos
El sencillo principal del álbum «Blow Me (One Last Kiss)» —en español «Tírame (un último beso)»— es una canción de pop rock, fue lanzada como primer sencillo el 3 de julio de 2012 por medio de descarga digital. Producida por Greg Kurstin y escrita en su totalidad por P!nk, su letra da a conocer los problemas que se tienen al tratar de mantener una relación estable.
«Try» —en español «Intentar»— es una canción de pop rock, fue lanzada el 6 de septiembre en las radios americanas. La canción debutó en el puesto veinte y uno y puesto ocho en Nueva Zelanda y Australia respectivamente. La canción se volvió rápidamente un éxito, ingresando en el top 10 en catorce países, llegando al número nueve en el Billboard Hot 100. El video oficial de la canción fue muy bien recibido por los críticos, además se interpretó el video en los American Music Awards 2012 lo que llevó a un incremento de las ventas del sencillo y del álbum.
«Just Give Me a Reason» —en español «Sólo dame una razón»— es una Balada pop, lanzada oficialmente en Estados Unidos el 26 de febrero de 2013 y en el Reino Unido será lanzada el 18 de marzo del 2013. La canción también fue la tercera del álbum en tener un Lyric video en la cuenta oficial de la cantante. El video de la canción fue publicado el cinco de febrero de 2013 en cual cuenta con la participación de Nate Ruess y su esposo Carey Hart. Este sencillo quedó número uno en Hot This Week en Youtube el 8 de febrero de 2013.
«True Love» —en español «Amor verdadero»— A dueto con la cantante británica Lily Allen, True Love el cuarto sencillo de esta placa discográfica y, aunque, es el menos destacado, resulta importante ya que es un tema muy especial para ella, porque habla de la honestidad y de lo que odiamos del amor; a lo que considera un "cliché".

### Gira
El álbum recibió mayor promoción con The Truth About Love Tour, que comenzó el 13 de febrero de 2013 en Phoenix, Arizona. La primera etapa consistió en 26 fechas, visitando lugares en América del Norte, mientras que la segunda fila de espectáculos comprendió 30 conciertos en toda Europa. La tercera etapa incluyó 46 fechas en Australia y se extendió de junio a septiembre. Pink realizó 40 espectáculos adicionales en América del Norte, que comenzaron el 10 de octubre de 2013 y concluyeron el 31 de enero de 2014. La gira obtuvo críticas positivas, con críticos elogiando su voz, presencia en el escenario y acrobacias aéreas. Se convirtió en la tercera gira más taquillera de 2013 y recaudó un total de $183 millones con más de 1,9 millones de ventas de entradas..  Un álbum de vídeo de la gira fue lanzado el 15 de noviembre de 2013, como DVD, Blu-ray y descarga digital.

## Lista de canciones
| The Truth About Love |                                            |                                                                           |          |  |
| N.º                  | Título                                     | Escritor(es)                                                              | Duración |  |
| 1.                   | «Are We All We Are»                        | Pink, Butch Walker, John Hill, Emile Haynie                               | 3:37     |  |
| 2.                   | «Blow Me (One Last Kiss)»                  | Pink, Greg Kurstin                                                        | 4:15     |  |
| 3.                   | «Try»                                      | busbee, Ben West                                                          | 4:07     |  |
| 4.                   | «Just Give Me a Reason» ((con Nate Ruess)) | Pink, Jeff Bhasker, Ruess                                                 | 4:02     |  |
| 5.                   | «True Love» ((con Lily Allen))             | Pink, Kurstin, Cooper                                                     | 3:50     |  |
| 6.                   | «How Come You're Not Here»                 | Pink, Kurstin                                                             | 3:12     |  |
| 7.                   | «Slut Like You»                            | Pink, Max Martin, Shellback                                               | 3:42     |  |
| 8.                   | «The Truth About Love»                     | Pink, Billy Mann, David Schuler                                           | 3:48     |  |
| 9.                   | «Beam Me Up»                               | Pink, Mann                                                                | 4:27     |  |
| 10.                  | «Walk of Shame»                            | Pink, Kurstin                                                             | 2:42     |  |
| 11.                  | «Here Comes the Weekend» ((con Eminem))    | Pink, Khalil Abdul Rahman, Pranam Injeti, Liz Rodrigues, Marshall Mathers | 4:24     |  |
| 12.                  | «Where Did the Beat Go?»                   | Pink, Mann, Jon Keep, Steve Daly                                          | 4:18     |  |
| 13.                  | «The Great Escape»                         | Pink, Dan Wilson                                                          | 4:24     |  |
| 51:23                |                                            |                                                                           |          |  |

| The Truth About Love (Deluxe Version) |                     |                             |          |  |
| N.º                                   | Título              | Escritor(es)                | Duración |  |
| 14.                                   | «My Signature Move» | Pink, Walker, Jake Sinclair | 3:44     |  |
| 15.                                   | «Is This Thing On?» | Pink, Walker, Sinclair      | 4:21     |  |
| 16.                                   | «Run»               | Pink, Walker, Sinclair      | 4:11     |  |
| 17.                                   | «Good Old Days»     | Pink, Mann, Schuler         | 4:02     |  |

| iTunes deluxe edition bonus tracks |                |                |          |  |
| N.º                                | Título         | Escritor(es)   | Duración |  |
| 14.                                | «Chaos & Piss» | Pink, Eg White | 3:59     |  |
| 15.                                | «Timebomb»     | Pink, Kurstin  | 3:34     |  |

| Japan bonus track |                                           |                                                 |          |  |
| N.º               | Título                                    | Escritor(es)                                    | Duración |  |
| 18.               | «The King Is Dead but the Queen Is Alive» | Pink, Mann, Walker, Niklas Olovson, Robin Lynch | 3:44     |  |

| Fan edition bonus tracks |                                           |                                                 |          |  |
| N.º                      | Título                                    | Escritor(es)                                    | Duración |  |
| 14.                      | «My Signature Move»                       | Pink, Walker, Jake Sinclair                     | 3:44     |  |
| 15.                      | «Is This Thing On?»                       | Pink, Walker, Sinclair                          | 4:21     |  |
| 16.                      | «Run»                                     | Pink, Walker, Sinclair                          | 4:11     |  |
| 17.                      | «Good Old Days»                           | Pink, Mann, Schuler                             | 4:02     |  |
| 18.                      | «Chaos & Piss»                            | Pink, Eg White                                  | 3:59     |  |
| 19.                      | «Timebomb»                                | Pink, Kurstin                                   | 3:34     |  |
| 20.                      | «The King Is Dead but the Queen Is Alive» | Pink, Mann, Walker, Niklas Olovson, Robin Lynch | 3:44     |  |

| Fan edition bonus DVD |                                                        |              |          |  |
| N.º                   | Título                                                 | Escritor(es) | Duración |  |
| 1.                    | «Blow Me (One Last Kiss) (Video musical)»              |              | 3:47     |  |
| 2.                    | «Try (Video musical)»                                  |              | 4:09     |  |
| 3.                    | «Are We All We Are" (En vivo desde Los Ángeles)»       |              | 3:52     |  |
| 4.                    | «Blow Me (One Last Kiss)" (En vivo desde Los Ángeles)» |              | 4:39     |  |
| 5.                    | «Try (En vivo desde Los Ángeles)»                      |              | 4:30     |  |
| 6.                    | «F**kin' Perfect (En vivo desde Los Ángeles)»          |              | 3:33     |  |
| 7.                    | «Behind the Scenes Photo Shoot»                        |              | 3:43     |  |

## Lista de posiciones

### Semanal
| Gráfica (2012–2013)                        | Pico de posición |
| ------------------------------------------ | ---------------- |
| Australia (ARIA)                           | 1                |
| Austria (Ö3 Austria)                       | 1                |
| Bélgica (Ultratop flamenca)                | 3                |
| Bélgica (Ultratop valona)                  | 4                |
| Canadá (Billboard Canadian Albums)         | 1                |
| República Checa (ČNS IFPI)                 | 5                |
| Dinamarca (Hitlisten)                      | 4                |
| Países Bajos (Album Top 100)               | 2                |
| Finlandia (Suomen Virallinen Lista)        | 4                |
| Francia (SNEP)                             | 4                |
| Alemania (Offizielle Top 100)              | 1                |
| Hungría (MAHASZ)                           | 3                |
| Irlanda (IRMA)                             | 2                |
| Italia (FIMI)                              | 4                |
| Japón (Oricon)                             | 14               |
| Lista no reconocida: Mexico2\|14           |                  |
| Nueva Zelanda (Recorded Music NZ)          | 1                |
| Noruega (VG-lista)                         | 4                |
| Polonia (ZPAV)                             | 24               |
| Portugal (AFP)                             | 8                |
| Rusia (Tophit)                             | 6                |
| Escocia (Scottish Albums Chart)            | 2                |
| Sudáfrica (RISA)                           | 4                |
| Corea del Sur Álbumes (Gaon)               | 30               |
| Corea del Sur Álbumes Independiente (Gaon) | 5                |
| España (PROMUSICAE)                        | 10               |
| Suecia (Sverigetopplistan)                 | 1                |
| Suiza (Schweizer Hitparade)                | 1                |
| Reino Unido (UK Albums Chart)              | 2                |
| Estados Unidos (Billboard 200)             | 1                |
| Estados Unidos (Top Tastemaker Albums)     | 7                |

## Certificaciones
| País           | Organismo certificador | Certificación | Ventas/remesas | Ref.   |
| -------------- | ---------------------- | ------------- | -------------- | ------ |
| Alemania       | BVMI                   | 5x Oro        | 500 000        | [ 72 ] |
| Australia      | ARIA                   | 9x Platino    | 630 000        | [ 73 ] |
| Austria        | IFPI                   | Platino       | 20 000         | [ 74 ] |
| Canadá         | Music Canada           | 6x Platino    | 480 000        | [ 75 ] |
| España         | Promusicae             | Oro           | 20 000         | [ 76 ] |
| Estados Unidos | RIAA                   | 3x Platino    | 3 000 000      | [ 77 ] |
| Finlandia      | Musiikkituottajat      | Oro           | 15 084         | [ 78 ] |
| Francia        | SNEP                   | Platino       | 150 000        | [ 79 ] |
| Hungría        | Mahasz                 | Oro           | 3000           | [ 80 ] |
| Irlanda        | IRMA                   | Platino       | 15 000         | [ 81 ] |
| Italia         | FIMI                   | Platino       | 60 000         | [ 82 ] |
| México         | AMPROFON               | Oro           | 30 000         | [ 83 ] |
| Nueva Zelanda  | RMNZ                   | 3x Platino    | 45 000         | [ 84 ] |
| Polonia        | ZPAV                   | Platino       | 20 000         | [ 85 ] |
| Reino Unido    | BPI                    | 2x Platino    | 880 948        | [ 87 ] |
| Sudáfrica      | RISA                   | Platino       | 40 000         | [ 88 ] |
| Suecia         | GLF                    | Platino       | 40 000         | [ 89 ] |
| Suiza          | IFPI                   | Platino       | 30 000         | [ 90 ] |
| Venezuela      | APFV                   | Oro           | 5000           | [ 91 ] |